# إسبيخون
إسبيخون هي بلدية تقع في مقاطعة سوريا، في منطقة قشتالة وليون، في إسبانيا. يبلغ عدد سكانها 209 نسمة وذلك حسب (المعهد الوطني للإحصاء) سنة 2004. تبلغ مساحتها 21 كم مربع.